# Zeta Draconis
Zeta Draconis (Aldhibah, Eldsib, Nod, Nodus I, 22 Draconis) é uma estrela na direção da constelação de Draco. Possui uma ascensão reta de 17h 08m 47.23s e uma declinação de +65° 42′ 52.7″. Sua magnitude aparente é igual a 3.17. Considerando sua distância de 340 anos-luz em relação à Terra, sua magnitude absoluta é igual a −1.92. Pertence à classe espectral B6III.